# Der Onkel aus Sumatra
Der Onkel aus Sumatra ist ein 1929 entstandenes, österreichisches Stummfilmlustspiel mit dem auch Regie führenden ungarischen Filmkomiker Julius von Szöreghy in der Titelrolle. Mary Kid spielt die weibliche Hauptrolle. Die Geschichte basiert auf dem gleichnamigen Schwank von Louis Taufstein.

## Handlung
Seit der Zahnarzt Dr. Fritz Koch Balduin Lehmann, von Haus aus „Agent in Zahnstochern mit und ohne Geruch“, einst mit einer Behandlung aus einer schmerzlichen Klemme geholfen hatte, fühlt sich dieser in tiefer Schuld gegenüber dem Jungmediziner. Er tut alles, um für die schlecht laufende Praxis Kochs Kunden zu akquirieren und wird für Koch ein unverzichtbares Faktotum. Allerdings lauert im Hintergrund die gierige Frau Silberfink, mit deren Tochter Lola Dr. Koch (trotz Liebeständeleien mit der rassigen Tänzerin Olly Rolly) verlobt ist. Und die ist nicht bereit, den Dentisten als Schwiegersohn zu akzeptieren, solang dieser finanziell derart schwach aufgestellt ist. Ein Silberstreif am Horizont tut sich lediglich durch die Existenz eines angeblich reichen Erbonkels aus Sumatra auf, der sich demnächst zu Besuch angesagt hat. Nun soll ausgerechnet dasjenige Schiff, mit dem der Onkel nach Europa unterwegs ist, untergegangen sein – samt Erbonkel, ohne dass dieser zuvor ein Testament zugunsten des Neffen aufgemacht hätte. Faktotum Lehmann muss her! Der soll und ist auch gern bereit dazu, jenen ominösen Onkel aus Sumatra spielen, um Frau Silberfink gnädig zu stimmen.
In ulkiger Verkleidung legt Balduin kräftig los und sorgt, frei nach „Charleys Tante“, fortan mit seinen übertriebenen Auftritten für reichlich Turbulenzen und Verwirrungen. So wird er zu einem Treffen mit Frau Silberfink in ein Lokal gebeten, in der auch Tanzdarbietungen stattfinden. Der russische Tänzer der Tanzformation ist jedoch in den Streik getreten, und als Balduin alias der Onkel aus Sumatra dort eintrifft, hält man ihn für einen Tänzer und er muss, schwarz geschminkt, ausgerechnet mit Olly Rolly über das Parkett fegen, was wiederum dem streikenden russischen Tänzer, der in Olly verliebt ist, überhaupt nicht passt. Mit einem Messer bewaffnet will dieser coram publico auf den vermeintlich dreisten Nebenbuhler losgehen. Balduin kann sich zum Glück retten. Olly beginnt dieser merkwürdige Neutänzer alias Balduin alias Onkel aus Sumatra mehr und mehr zu gefallen, und auch Balduin ist nicht abgeneigt. Erst als der tatsächliche Onkel, dessen Schiff doch nicht untergegangen ist, auftaucht, löst sich alles in Wohlgefallen auf, zumal er auch noch eine gut gefüllte Brieftasche mit im Gepäck hat. Dr. Koch bleibt bei seiner Lola, und beide können nun endlich heiraten.

## Produktionsnotizen
Gedreht im Juni/Juli 1929, kurz nach dem Szöreghy-Lustspiel General Babka, wurde Der Onkel aus Sumatra erstmals im Herbst 1929 einem Interessentenpublikum vorgestellt. Massenstart war erst am 25. April 1930. Der Sechsakter war etwa 2400 Meter lang.
Carl Hofer hatte die Produktionsleitung, Felix René Fohn die Aufnahmeleitung. Emil Stepanek entwarf die Filmbauten.

## Kritik
Das Kino-Journal meinte: “Eine lustige, wirkungsvolle Posse, die namentlich Julius v. Szöreghy kräftige humoristische Lichter aufsetzt.”
Das Salzburger Volksblatt nannte den Film ein “Schlager-Lustspiel, das diesmal durch seine ulkigen Einfälle, komischen Situationen und Wechselfälle heitere Stunden vermittelt. Die Darsteller sind ehrlich bemüht, durch flottes Spiel und groteske Masken zur Wirkung zu kommen.”
Das Grazer Tagblatt schrieb: “Die drolligsten Szenen jagen einander und lassen den Zuschauer vor herzlichem Lachen alle Logik vergessen. Der Film erhebt nur wenig Anspruch auf dramatische Folgerichtigkeit, aber seinen Zweck, den Zuschauer auf das köstlichste zu unterhalten, erfüllt er gründlich.”